# Phymanthus crucifer
Phymanthus crucifer är en havsanemonart som först beskrevs av Le Sueur 1817.  Phymanthus crucifer ingår i släktet Phymanthus och familjen Phymanthidae. Inga underarter finns listade i Catalogue of Life.